# Claudio Fava
Giovanni Claudio Fava (ur. 15 kwietnia 1957 w Katanii) – włoski dziennikarz, polityk, od 1999 do 2009 eurodeputowany.

## Życiorys
Ukończył prawo w 1980 oraz kursy dziennikarskie w 1982. W latach 1982–1992 pracował jako dziennikarz dla „I Siciliani” (pisma, które stworzył jego ojciec, zamordowany przez mafię w 1985), „Corriere della Sera” i RAI. Pisał reportaże wojenne z Salwadoru, Libanu i Somalii. Był również współtwórcą scenariusza do filmu o mafii Sto kroków (2000), za który otrzymał m.in. nagrodę za najlepszy scenariusz na 57. MFF w Wenecji oraz Davida di Donatello.
W 1992 został wybrany do Izby Deputowanych XI kadencji, w parlamencie zasiadał przez dwa lata, po czym powrócił do dziennikarstwa. W 1999 i w 2004 uzyskiwał mandat do Parlamentu Europejskiego z ramienia Drzewa Oliwnego. W 2006 został sprawozdawcą Komisji tymczasowej do spraw rzekomego wykorzystania państw europejskich przez CIA do transportu i nielegalnego przetrzymywania więźniów, jego raport został przyjęty przez PE 14 lutego 2007.
Należał do Demokratów Lewicy. Ugrupowanie to opuścił po zapowiedzi powołania jednolitej Partii Demokratycznej, przechodząc do Demokratycznej Lewicy. W 2008 przejął kierownictwo tego ugrupowania. W 2010 wprowadził tę partię do formacji Lewica, Ekologia, Wolność. W 2013 wybrany do Izby Deputowanych XVII kadencji.
W 2017 dołączył do nowo powołanego ruchu politycznego pod nazwą Artykuł 1 – Ruch Demokratyczny i Postępowy. W tym samym roku kandydował bez powodzenia na urząd prezydenta Sycylii. Uzyskał natomiast mandat posła do Sycylijskiego Zgromadzenia Regionalnego.